# Hans Casteleyn
Hans Casteleyn is een Belgisch dirigent. Sinds 2002 is hij dirigent van het Euregio Jeugdorkest (EJO).
Dit orkest is opgericht in 1985 vanuit de muziekschool van Goirle in Nederland. Het is vooral gericht op jongeren uit Vlaanderen en Noord-Brabant.
Casteleyn is afkomstig uit Aartselaar. Hij is opgeleid als pianist en orkestdirigent aan het Lemmensinstituut in Leuven. Hij is leraar aan de Academie voor Muziek en Woord de Noorderkempen. Behalve dirigent van het Euregio Jeugdorkest is hij ook dirigent van het Leuvens Alumni Orkest, sinds 2004.